# Нумата (город)
Нумата (яп. 沼田市 Нумата-си) — город в Японии, находящийся в префектуре Гумма. Площадь города составляет 443,37 км², население — 51 143 человека (1 июля 2014), плотность населения — 115,35 чел./км².
Это региональный коммерческий центр, но известный, как правило, производством древесины.

## Географическое положение
Город расположен на острове Хонсю в префектуре Гумма региона Канто. С ним граничат города Маэбаси, Кирю, Сибукава, Мидори, Никко, посёлок Минаками и сёла Катасина, Сёва, Каваба, Такаяма.

## История
В период Сэнгоку Нумата развивался как замковый город вокруг замка Нумата, крепости в провинции Кёдзукэ оспариваемой кланами Уэсуги, Такэда, а позже еще и кланами Хадзё и Санада. Во время периода Эдо область нынешнего Нуматы была центром Нуматской Области, феодальной области сёгуната Токугава.
Современный город Нумата был создан 1 апреля 1889 года в районе Тон, префектура Гунма, когда после реставрации была воссоздана муниципальная система Мэйдзи. 1 марта 1954 года Нумата объединился с соседними деревнями (Тонами, Икэда, Усуна и Кавада) и был повышен до статуса города. 13 февраля 2005 года деревни Сирасава и Тон были также включены в состав Нуматы.

## Население
Население города составляет 51 143 человека (1 июля 2014), а плотность — 115,35 чел./км². Изменение численности населения с 1980 по 2005 годы:
| 1980 | 56 828 чел. |  |
| 1985 | 56 569 чел. |  |
| 1990 | 56 099 чел. |  |
| 1995 | 56 344 чел. |  |
| 2000 | 55 278 чел. |  |
| 2005 | 53 177 чел. |  |

## Известные жители
- Кодзи Оми - политик.
- Тотиакаги Таканори - борец сумо.

## Символика
Деревом города считается сакура, цветком — Platycodon grandiflorus.

## Местные достопримечательности
- Замок Нумата
- Водопад Фукаваре
- Oigami Onsen
- Лыжный парк Тамбара
- Плотина Тамахара